# Mirostenella
Mirostenella is een geslacht van neteldieren uit de klasse van de Anthozoa (bloemdieren).

## Soorten
- Mirostenella articulata Bayer, 1988
- Mirostenella delicatula (Thomson & Rennet, 1931)